# Richard Grenville-Temple
Richard Grenville-Temple, 2e comte Temple, (26 septembre 1711 - 12 septembre 1779) est un homme politique britannique. Il est connu pour son association avec son beau-frère William Pitt et sert au sein du gouvernement de ce dernier pendant la guerre de Sept Ans entre 1756 et 1761. Il démissionne en même temps que Pitt en signe de protestation, après que le cabinet ait refusé de déclarer la guerre à l'Espagne.

## Biographie

### Origines et jeunesse
Richard Grenville est le fils aîné de Richard Grenville (1678–1727) originaire de Wotton Underwood, Buckinghamshire et d'Hester, future comtesse Temple. Il étudie au collège d'Eton et, en 1734, il est élu membre du Parlement pour le district de Buckingham. En 1752, à la mort de sa mère, il hérite de ses titres et de ses propriétés de Stowe et de Wootton; et accole le nom de Temple à son nom de famille, Grenville.

### Guerre de Sept Ans
Le mariage de sa sœur Hester en 1754 à William Pitt, futur comte de Chatham, marque un tournant dans sa carrière politique. Bien que Lord Temple ne dispose pas de qualités sortant de l'ordinaire, sa carrière politique allait être liée à celle de son beau-frère. En novembre 1756, Temple est nommé First Lord of the Admiralty sous le gouvernement de Devonshire et de Pitt. Peu apprécié par le roi George II, Pitt et lui sont démis de leurs postes en avril 1757. Mais, lorsque le gouvernement d'union du duc de Newcastle et de Pitt est formé en juin de la même année, Temple reçoit la charge de lord du sceau privé. Il est le seul membre du cabinet à soutenir la proposition formulée par Pitt consistant à déclarer la guerre à l'Espagne en 1761, à la suite du rejet de cette proposition par le Cabinet, les deux hommes démissionnent, le 5 octobre.

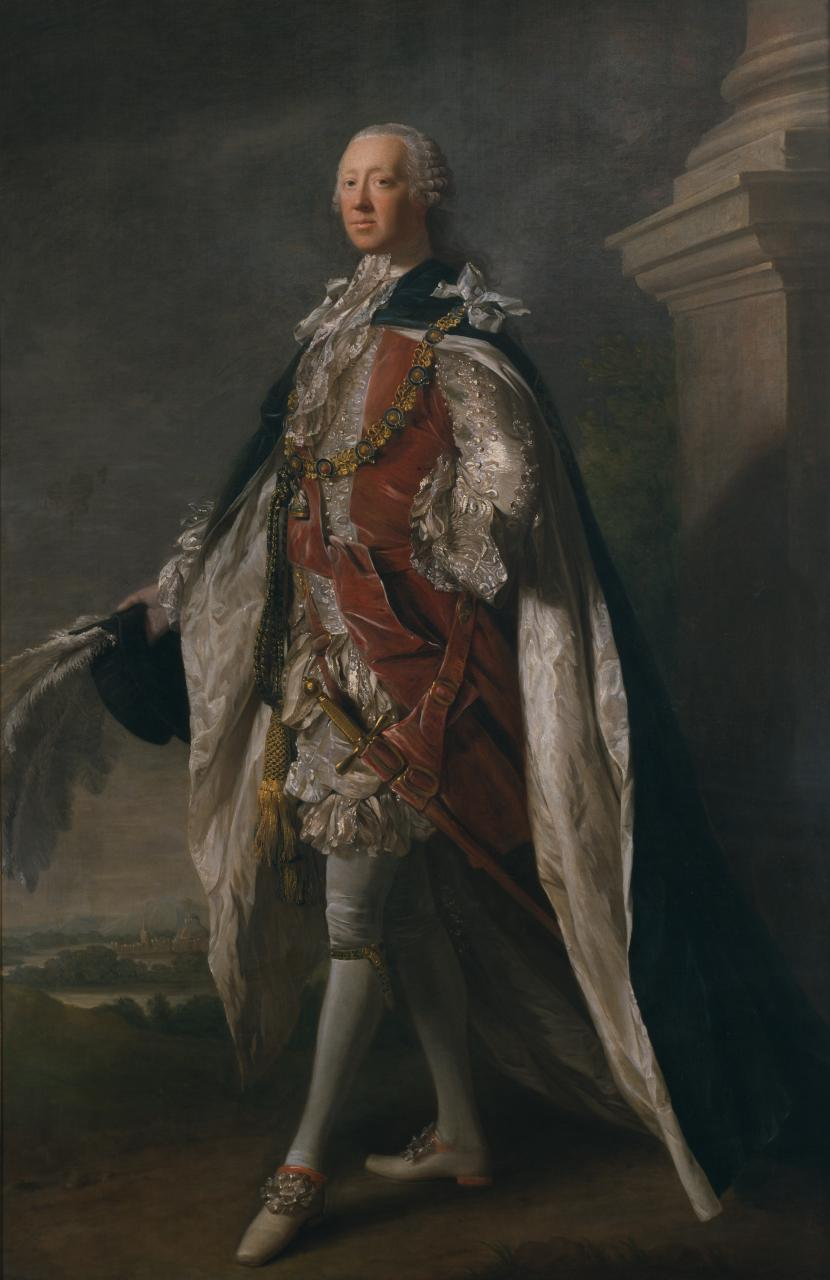
Portrait par Allan Ramsay, 1762.

### Sources et bibliographie
- (en) Cet article est partiellement ou en totalité issu de l’article de Wikipédia en anglais intitulé « Richard Grenville-Temple, 2nd Earl Temple » (voir la liste des auteurs).
- (en) The Grenville Papers (Londres, 1852), composé en grande partie de la correspondance de Lord Temple ;
- Horace Walpole
  - (en) Memoirs of the Reign of George II., 3 vols., Londres, 1847 ;
  - (en) Memoirs of the Reign of George III., 4 vols., Londres, 1845 et 1894 ;
- (en) Comte Waldegrave, Memoirs 1754-8, Londres, 1821 ;
- (en) Nathaniel William Wraxall, Historical Memoirs, édité par H. B. Wheatley, 5 vols., Londres, 1884 ;
- (en) Correspondence of Chatham, édité par W. S. Taylor et J. H. Pringle, 4 vols., Londres, 1838–40;
- (en) W. E. H. Lecky, History of England in the Eighteenth Century, vols. II. et III., 7 vols., Londres, 1892
- (en) « Richard Grenville-Temple », dans Encyclopædia Britannica [détail de l’édition], 1911 (lire sur Wikisource).
- (en) R. H. Nichols & F. A. Wray, The History of the Foundling Hospital, Oxford University Press, Londres, 1935.